# (3235) Melchior
(3235) Melchior (1981 EL1) – planetoida z pasa głównego asteroid okrążająca Słońce w ciągu 4,41 lat w średniej odległości 2,69 au. Odkryta 6 marca 1981 roku.